# Чемпіонат Швеції з футболу 2013: Супереттан
Супереттан 2013 — 14-й сезон у Супереттан, що є другим за рівнем клубним дивізіоном (сформованим у 2000 році) у шведському футболі після Аллсвенскан.
У чемпіонаті взяли участь 16 клубів. Сезон проходив у два кола, розпочався у квітні й завершився в листопаді 2014 року.
Переможцем змагань став клуб Фалькенбергс ФФ. Разом із ним путівку до вищого дивізіону виборов з другої позиції Еребру СК.

## Учасники сезону 2013 року

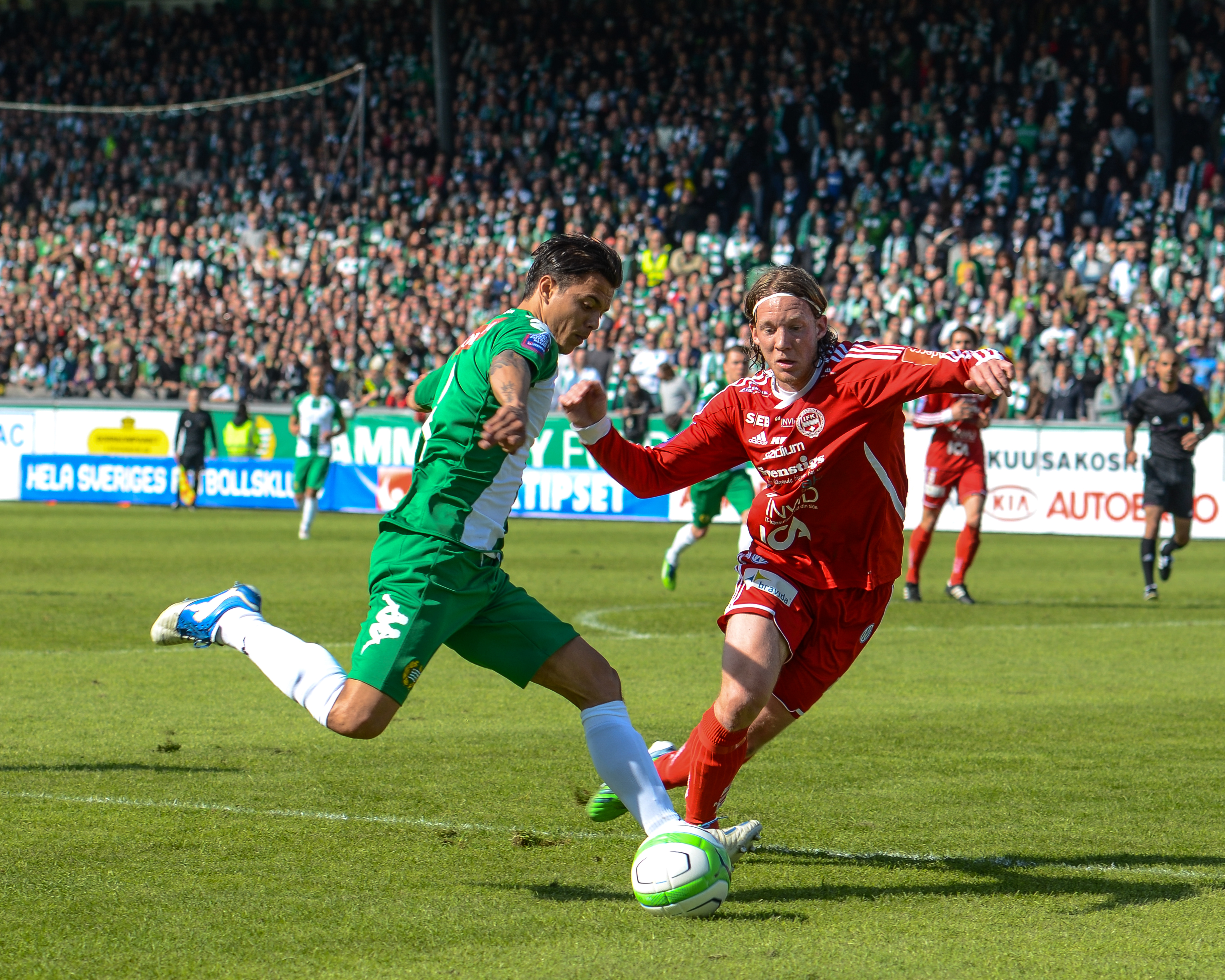
Матч «Гаммарбю» - ІФК Вернаму (14.04.2013)

| Клуб                           | Місце в 2012             |
| ------------------------------ | ------------------------ |
| ГІФ Сундсвалль                 | Аллсвенскан - 14         |
| Еребру СК                      | Аллсвенскан - 15         |
| ГАІС (Гетеборг)                | Аллсвенскан - 16         |
| «Гаммарбю» (Стокгольм)         | 4                        |
| Юнгшиле СК                     | 5                        |
| Ландскруна БоІС                | 6                        |
| «Єнчепінг Седра» ІФ (Єнчепінг) | 7                        |
| «Ассиріска» ФФ (Седертельє)    | 8                        |
| Енгельгольм ФФ                 | 9                        |
| ІК «Браге» (Бурленге)          | 10                       |
| Варбергс БоІС                  | 11                       |
| Дегерфорс ІФ                   | 12                       |
| Фалькенбергс ФФ                | 13                       |
| ІФК Вернаму                    | 14                       |
| «Естерс» ІФ (Векше)            | Дивізіон 1 (Південь) - 1 |
| Естерсундс ФК                  | Дивізіон 1 (Північ) - 1  |

## Турнірна таблиця
| Поз | Команда                | І  | В  | Н  | П  | ГЗ | ГП | РГ  | О  | Кваліфікація або пониження |
| --- | ---------------------- | -- | -- | -- | -- | -- | -- | --- | -- | -------------------------- |
| 1   | Фалькенбергс ФФ (C, P) | 30 | 19 | 5  | 6  | 63 | 31 | +32 | 62 | Підвищилися в Аллсвенскан  |
| 2   | Еребру СК (P)          | 30 | 17 | 10 | 3  | 52 | 21 | +31 | 61 | Підвищилися в Аллсвенскан  |
| 3   | ГІФ Сундсвалль         | 30 | 16 | 10 | 4  | 54 | 35 | +19 | 58 | Плей-оф на підвищення      |
| 4   | Дегерфорс ІФ           | 30 | 14 | 10 | 6  | 52 | 41 | +11 | 52 |                            |
| 5   | «Гаммарбю»             | 30 | 13 | 8  | 9  | 34 | 28 | +6  | 47 |                            |
| 6   | Енгельгольм ФФ         | 30 | 11 | 10 | 9  | 55 | 47 | +8  | 43 |                            |
| 7   | ГАІС                   | 30 | 12 | 7  | 11 | 45 | 47 | −2  | 43 |                            |
| 8   | «Ассиріска»            | 30 | 12 | 6  | 12 | 42 | 44 | −2  | 42 |                            |
| 9   | Юнгшиле СК             | 30 | 12 | 3  | 15 | 34 | 31 | +3  | 39 |                            |
| 10  | Естерсундс ФК          | 30 | 10 | 9  | 11 | 39 | 38 | +1  | 39 |                            |
| 11  | «Єнчепінг Седра»       | 30 | 11 | 5  | 14 | 39 | 44 | −5  | 38 |                            |
| 12  | Ландскруна БоІС        | 30 | 9  | 5  | 16 | 40 | 48 | −8  | 32 |                            |
| 13  | Варбергс БоІС (O)      | 30 | 9  | 5  | 16 | 47 | 65 | −18 | 32 | Плей-оф на вибування       |
| 14  | ІФК Вернаму (O)        | 30 | 7  | 10 | 13 | 30 | 51 | −21 | 31 | Плей-оф на вибування       |
| 15  | «Ергрюте» (R)          | 30 | 5  | 13 | 12 | 23 | 40 | −17 | 28 | Вибули в Дивізіон 1        |
| 16  | «Браге» (R)            | 30 | 2  | 6  | 22 | 21 | 59 | −38 | 12 | Вибули в Дивізіон 1        |

## Плей-оф на підвищення
Команди, які зайняли в сезоні 2013 року 14-е місце в Аллсвенскан і 3-є в Супереттан, виборювали право виступити в найвищому дивізіоні:
| Команда 1         | Рахунок | Команда 2      |
| ----------------- | ------- | -------------- |
| 6 листопада 2013  |         |                |
| ГІФ Сундсвалль    | 1-1     | Гальмстадс БК  |
| 10 листопада 2013 |         |                |
| Гальмстадс БК     | 2-1     | ГІФ Сундсвалль |

Клуб Гальмстадс БК разом із Фалькенбергс ФФ і Еребру СК завоював право виступати в Аллсвенскан у сезоні 2014 року.

## Плей-оф на вибування
| Команда 1                  | Рахунок | Команда 2                  |
| -------------------------- | ------- | -------------------------- |
| 6 листопада 2013           |         |                            |
| ІК «Оддевольд» (Уддевалла) | 0-1     | Варбергс БоІС              |
| «Далькурд» ФФ (Бурленге)   | 1-0     | ІФК Вернаму                |
| 9 листопада 2013           |         |                            |
| Варбергс БоІС              | 2-1     | ІК «Оддевольд» (Уддевалла) |
| ІФК Вернаму                | 5-1     | «Далькурд» ФФ (Бурленге)   |

Клуби Варбергс БоІС та ІФК Вернаму завоювали право виступати в Супереттан у сезоні 2014 року.

## Найкращі бомбардири сезону
| Гравець                    | Клуб            | Голи |
| -------------------------- | --------------- | ---- |
| Віктор Шельд               | Фалькенбергс ФФ | 20   |
| Юган Бертільссон           | Дегерфорс ІФ    | 16   |
| Габріел Альтемарк Ваннерир | Варбергс БоІС   | 16   |